# Nico Jesse
Nico Jesse (Rotterdam, 22 augustus 1911 – Bergen, 21 januari 1976) was een Nederlandse fotograaf.
Jesse heeft vanaf zijn vroege jeugd zijn hele leven aan de fotografie gewijd.
Nadat hij geneeskunde gestudeerd had, combineerde hij beide beroepen.
In 1956 verkocht hij zijn huisartsenpraktijk in Ameide om zich uitsluitend aan de fotografie te wijden.

## Steden en landenboeken Europa, de mens als centraal thema
Jesses foto's geven o.a. een beeld van de menselijke omgang in diverse landen en steden in Europa in de jaren vijftig.
Zijn werkwijze viel in de traditie van "le reportage humaniste" met fotografen als Robert Doisneau (1912-1944), Édouard Boubat (1923-1999), en Izis (Israël Bidermanas) (1911-1980). Kenmerkend is hierbij dat elk individu werd benaderd met respect en betrokkenheid, ongeacht hun sociale status of omstandigheid.
Jesse bewoog zich opvallend vanzelfsprekend te midden van alle lagen van de bevolking. Deze eigenschap kwam hem zowel als arts als fotograaf te pas.
De schrijver W.F. Hermans, die in 1957 zijn fotografisch assistent was, schreef daarover: "Hij benaderde zijn modellen alsof ze hem geroepen hadden."
Jesses vriend Paul Citroen (schilder en fotograaf 1896-1983) zei over hem: "Nico Jesse pakt met het fototoestel het leven bij zijn lurven en het resultaat is: leven."

## The Family of Man 1955-1962
Jesse nam deel aan diverse gerenommeerde nationale en internationale foto-exposities. Zo was hij in de periode 1955-1962 een van de Nederlandse deelnemers (samen met zes andere Nederlandse fotografen te midden van een wereldwijd samengestelde groep van 273 fotografen) aan de wereldtentoonstelling The Family of Man.
In 1959 was deze expositie te zien in het Stedelijk Museum van Amsterdam onder de titel: Wij Mensen.

## Boekenbal
In de schrijverswereld en de kringen van kunst en cultuur in het algemeen was Jesse niet onbekend. Zo was hij onder andere bevriend met Bert Schierbeek, Dick Bruna, Belcampo, Charlotte Köhler, Benno Premsela, Otto van Rees, Gerrit Rietveld, Pieter d' Hondt, Herman Bieling, Renée Rademacher Schorer en Sybold van Ravesteyn.
De teksten voor zijn fotoboeken kwamen tot stand in samenwerking met o.a. Jean Cocteau, Jaap Romijn, Bertus Aafjes, Clare Lennart en Hella S. Haasse.
Gedurende de jaren vijftig deed Jesse jarenlang fotoverslag van het Boekenbal.

## Bedrijfsfotografie
Jesse publiceerde een aantal bedrijfsfotoboeken. Deze werden gemaakt in opdracht van een bedrijf in een periode dat het traditie was het bedrijf te presenteren in een fraaie editie als relatiegeschenk, maar ook collectioneurs en anderen toonden belangstelling voor deze bedrijfsfotoboeken. Jesse bracht de gang van zaken binnen zo'n bedrijf chronologisch in beeld waarbij de verschillende aspecten van het bedrijf aan bod kwamen.

## 1942
Jesse maakte in 1942 een fotoserie van het dagelijks leven in de stad Utrecht. Hij kreeg deze opdracht van de gemeentearchivaris, die bang was dat Utrecht hetzelfde lot zou treffen als Rotterdam in de meidagen van 1940. De opdracht resulteerde in ruim 500 foto's en 135 kleurendia's. Twee iconische foto's daaruit zijn 'Marcherende manschappen van de Luftwaffe in de Nachtegaalstraat'  en 'Drie joodse meisjes op de Agnietenstraat' . De foto's werden in 2019 geselecteerd door de provincie Utrecht als de beste foto's uit de Tweede Wereldoorlog. In 2022 werd het laatste joodse meisje op de tweede foto door twee historisch-onderzoekers geïdentificeerd.

## Tot slot
Na jaren in het buitenland te zijn geweest keerde Jesse in 1962 terug in Nederland. Hij vestigde zich en hij accepteerde een hem aangeboden baan als bedrijfsarts nadat hij voor dit bedrijf een prijs in de wacht had gesleept met een reclamecampagne. Jesse zou zijn werk als bedrijfsarts blijven combineren met zijn werk als fotograaf.
Bij zijn dood in 1976 liet Jesse een omvangrijk fotografisch oeuvre na dat een beeld van Nederland en Europa in de jaren vijftig en zestig laat zien.
Zijn werk is opgenomen in het Nederlands Fotomuseum te Rotterdam.

## Trivia
- In Amsterdam is de Nico Jessekade naar hem genoemd.